# St. Laurentius (Ohlstadt)

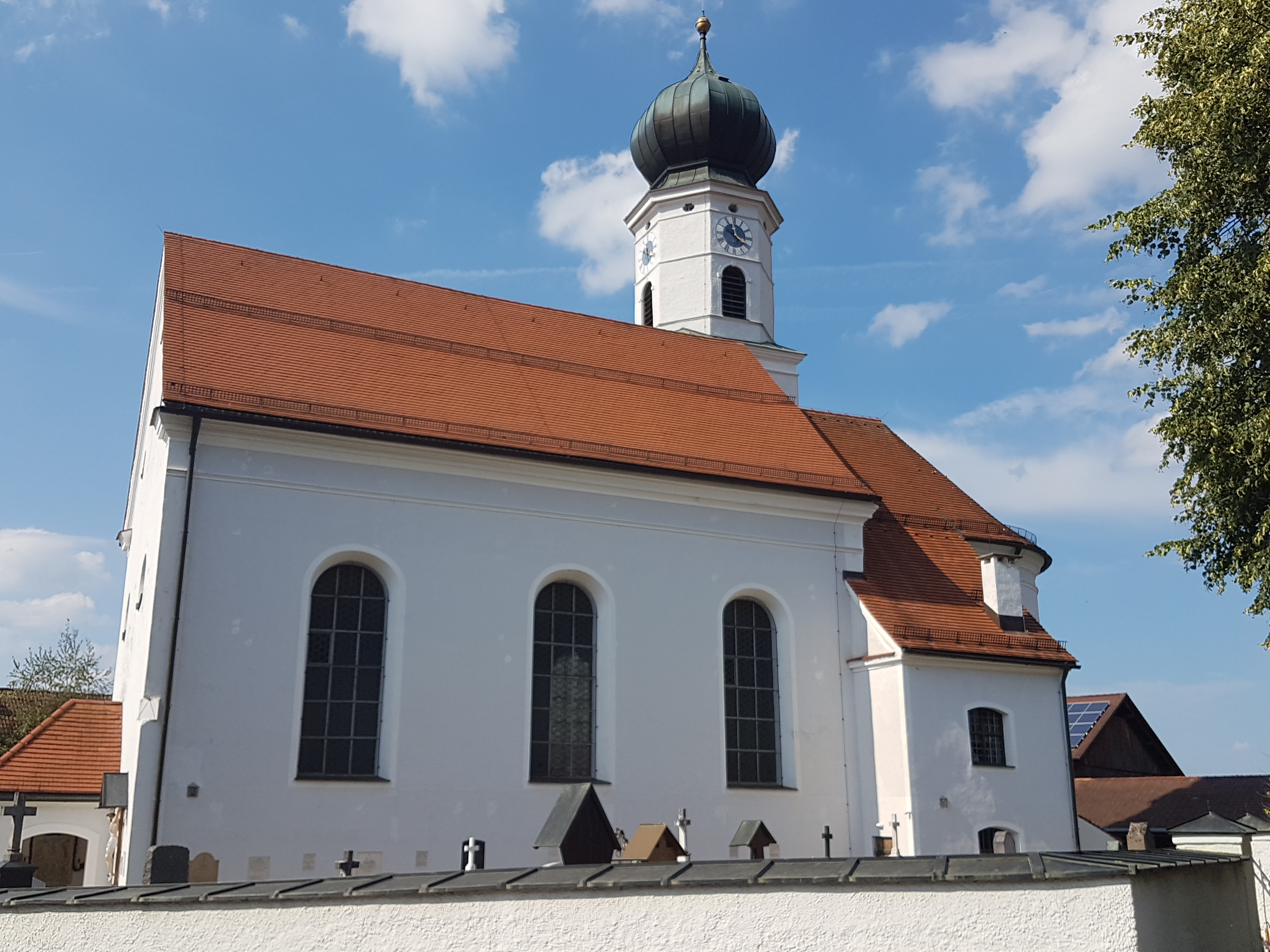
St. Laurentius von Süden

Die römisch-katholische Pfarrkirche St. Laurentius in Ohlstadt im oberbayerischen Landkreis Garmisch-Partenkirchen gehört als Teil der gleichnamigen Pfarrei zum Dekanat Werdenfels des Erzbistums München und Freising. Das Gotteshaus mit der Adresse Hauptstraße 13 steht unter Denkmalschutz.

## Geschichte
Die erste Erwähnung einer Kirche in Ohlstadt stammt aus dem Jahr 1085, bereits dieser Bau trug das Laurentius-Patrozinium. In den Jahren 1677 und 1702 brannte jeweils die damalige Schlosskirche ab; die heutige Kirche wurde um 1730 (nach anderen Angaben von 1759 bis 1762) nach Plänen des Wessobrunner Baumeisters Joseph Schmuzer erbaut und am 8. Dezember 1762 geweiht.

## Beschreibung und Ausstattung

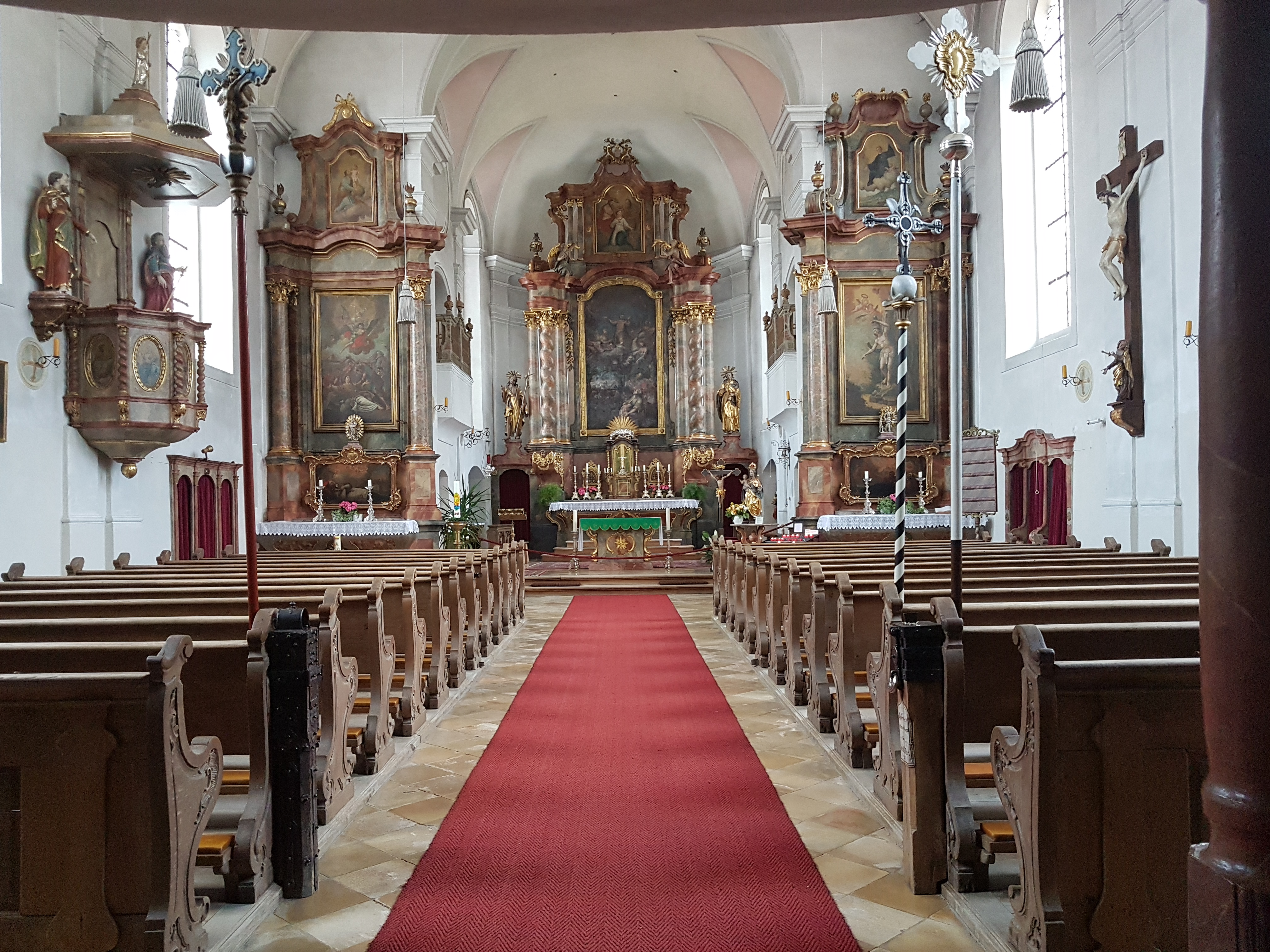
Innenansicht

Die barocke Saalkirche ist nach Ostnordosten ausgerichtet und besitzt einen eingezogenen halbrunden Chor. Im Norden ist der Zwiebelturm angeschlossen.
Das Bild des hl. Laurentius als Fürbitter im Hochaltar malte Franz Zwink 1791. Auf dem Retabel des linken Seitenaltars ist der hl. Stephanus dargestellt, auf dem rechten der hl. Sebastian. Diese zwei Gemälde schuf Sebastian Jaud im Jahr 1815. Weiters enthält die Kirche an den Wänden des Langhauses zwei Bilder Christian Winks aus dem Jahr 1790, die den hl. Johannes Nepomuk oder Johannes von Gott (rechts), respektive den hl. Antonius von Padua (links) zeigen.

### Glocken
Während dem Ersten und Zweiten Weltkrieg mussten die Bronzeglocken von St. Laurentius abgeliefert werden. 1947 erhielt die Kirche vier neue, im Harz gegossene, Stahlglocken mit den Schlagtönen d1, f1, a1 und c2.

### Orgel

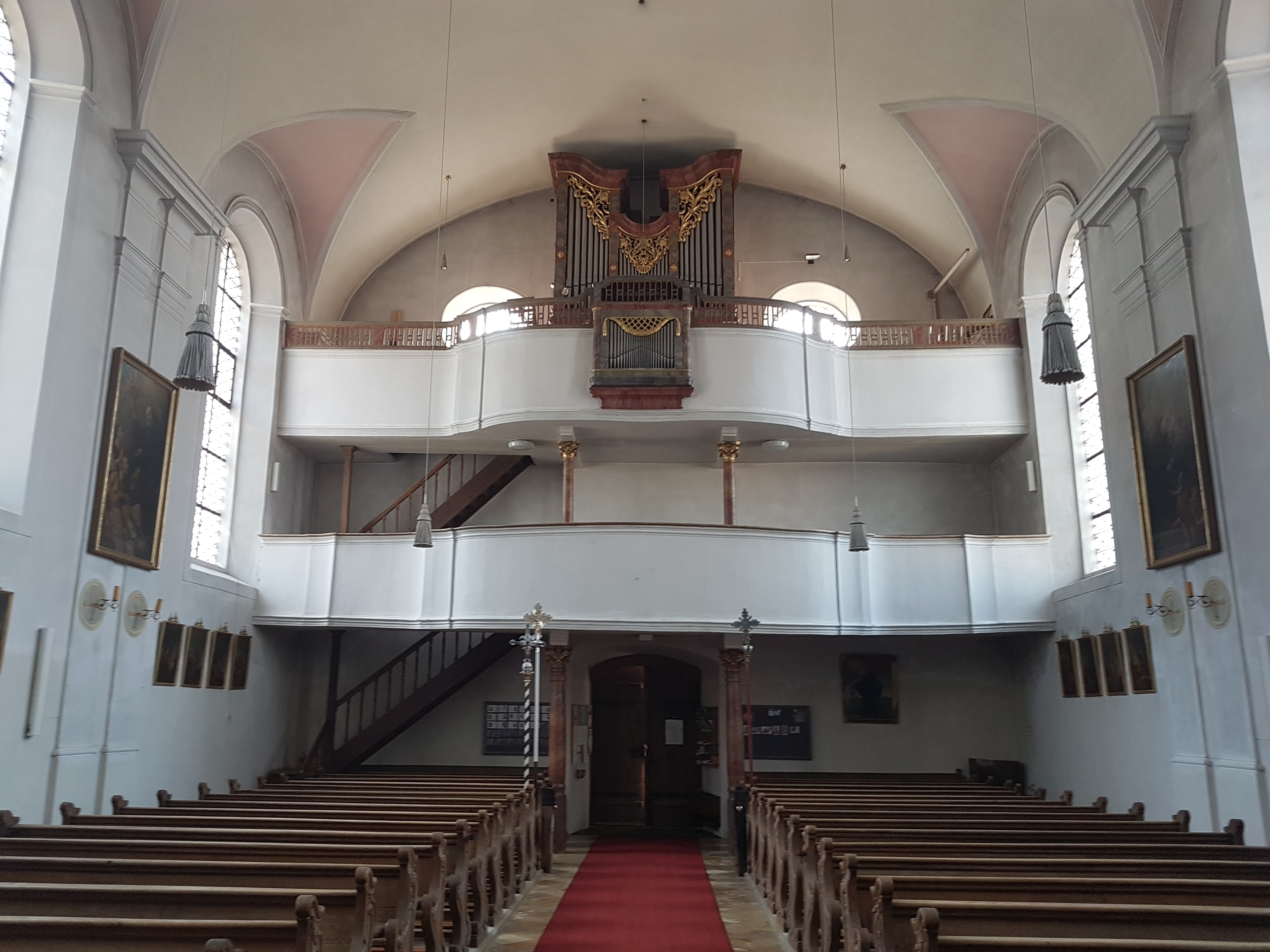
Emporen mit Orgel

Der Aitranger Orgelbauer Franz Thoma baute 1800 in St. Laurentius eine Orgel mit zwölf Registern auf einem Manual und Pedal. 1879 erfolgte ein Umbau durch Franz Borgias Maerz. 1925 wurden die Prospektpfeifen, die 1917 requiriert worden waren, von Orgelbau Schuster durch bronzierte Zinkpfeifen ersetzt. Ihren heutigen Umfang erhielt das Instrument 1974 bei einem Umbau durch Günter Ismayr aus Bernried. Er baute unter den strikten Vorgaben des Denkmalschutzes das bis dahin stumme Rückpositiv aus, fertigte neue Prospektpfeifen an, erweiterte den Umfang des Pedals von 12 auf 30 Töne, und ergänzte zwei Pedalregister (Nachthorn 4′, Posaune 16′). Die Disposition lautet seitdem:
| I Rückpositiv C–f3 |       |
| Gedackt            | 8′    |
| Rohrflöte          | 4′    |
| Principal          | 2′    |
| Quint              | 1 ⁄3′ |
| Zimbel II          | 1⁄2′  |
| Krummhorn          | 8′    |
| Tremulant          |       |

| II Hauptwerk C–f3 |        |
| Principal         | 8′     |
| Copel             | 8′     |
| Octav             | 4′     |
| Flauta            | 4′     |
| Quint             | 2 ⁄3′  |
| Octav             | 2′     |
| Terz              | 1 3⁄5′ |
| Mixtur IV         | 1 ⁄3′  |

| Pedal C–f1 |     |
| Subbaß     | 16′ |
| Octavbaß   | 8′  |
| Nachthorn  | 4′  |
| Posaune    | 16′ |

- Koppeln: I/II, II/P, I/P

## Seelsorge
Ohlstadt wurde im Jahr 1810 eine selbstständige Pfarrei. In den 2010er-Jahren wurde der Pfarrverband Heimgarten-Schlehdorf-Ohlstadt-Großweil zusammen mit der Schlehdorfer Pfarrei St. Tertulin gegründet.